# Burry Port
Burry Port est une petite ville côtière située au sud du Pays de Galles, dans le comté du Carmarthenshire. La ville fait partie de l'aire urbaine de Llanelli et comptait 4 209 habitants au recensement de 2001. Le nom gallois de la ville est Porth Tywyn.

## Géographie
La ville de Burry Port se trouve au sud du pays de Galles, dans le sud-est du comté du Carmarthenshire. Elle se trouve à environ 8 km de Llanelli, la principale ville du comté, et à environ 23 km de la capitale du comté, Carmarthen.
La population se monte à 5 680 habitants au recensement de 2001, 6 156 habitants en 2011 ; elle est estimée à 5 998 habitants en 2019.
Burry Port se trouve au sud-est de la vallée de Gwendraeth, rivière se jetant dans la baie de Carmarthen au niveau de la ville de Kidwelly. La ville est bordée au sud par l'estuaire de la Loughor, une baie communiquant avec le canal de Bristol. Localement, la Loughor est appelée Burry, d'où la ville tire son nom. Au nord, se dresse une imposante colline appelée Mynydd Penbre ou Pembrey Mountain.
Le sud-ouest de la ville est largement occupée par des marécages, fréquemment inondés par les eaux de la baie.

## Histoire

### Origines
Avant la Révolution industrielle, les habitants de la région de Burry Port vivaient principalement de la pêche et de l'agriculture. La navigation dans la zone de Pembrey (le village historique) étant assez hasardeuse, il est probable que les habitants aient vécu de ce qu'ils pouvaient trouver dans les épaves des navires échoués à la suite de tempêtes dans le canal de Bristol. Comme dans nombre d'autres régions côtières pauvres, il est dit que certains naufrages auraient été délibérément provoqués par des habitants.

### Histoire industrielle
L'extraction de charbon est attestée dans la région dès 1540 mais l'activité reste limitée du fait de l'absence de moyen de transport efficace. La rivière Gwendraeth donne un accès à la mer mais la navigation est dangereuse et aléatoire.
Au XVIIIe siècle, la demande grandissante en charbon, calcaire et minerai de fer dynamise les échanges. Thomas Kymer, propriétaire de mines dans la région, fait construire des points de chargement sur les rives de Gwendraeth et les relie aux mines par des sentiers entretenus. La marchandise pouvait ainsi être acheminée jusqu'à Carmarthen via les rivières Gwendraeth et Tywi. En 1768, Kymer fait construire des quais à Kidwelly ainsi qu'un canal à travers les marécages, permettant ainsi aux navires d'aller et venir sans tenir compte des marées. En outre, un chemin de fer emprunté par des wagons est construit entre le canal et les mines, réseau qui sera ensuite emprunté par des trains à vapeur.
En 1798, un second canal, lui aussi complété par un réseau de chemin de fer, est construit par le comte d'Ashburnham pour desservir ses mines. Le nombre de mines se multiplie dans la vallée. Le réseau de canaux se densifie et est étendu dans le premier quart du XIXe siècle pour rejoindre Llanelli via Pembrey et l'emplacement de l'actuelle ville de Burry Port.
En 1832, un véritable port est construit à Burry Port, offrant ainsi un débouché plus fiable pour la production des mines environnantes. Les canaux et les chemins de fer convergent alors vers le port et Burry Port devient le grand port industriel de la vallée. Les premières mentions de la ville de Burry Port, qui se développe en lien avec l'activité portuaire, apparaissent dans les années 1850. La croissance de la vile est suffisamment significative pour qu'en 1852 la gare de Pembrey et Burry Port soit ouverte à Burry Port plutôt que dans le village historique de Pembrey.
Ne parvenant plus à acheminer efficacement la production des mines de la vallée de Gwendraeth jusqu'au port, une partie du réseau des canaux périclite tandis que l'autre est transformée en voie de chemin de fer, desservie par la compagnie Burry Port and Gwendraeth Valley Railway, à la fin des années 1860. Ces transformations permettent au port de gagner en trafic et en volume de marchandises transportées.

### Époque contemporaine
L'activité du port décline au cours du XXe siècle puis cesse totalement avec la fermeture progressive des mines de la vallée de la Gwendraeth. Le port est alors reconverti en marina tandis que Burry Port devient une ville plutôt résidentielle, dans la banlieue de Llanelli.

### Amelia Earhart
La ville de Burry Port est également célèbre pour être le lieu d'atterrissage d'Amelia Earhart lors de sa première traversée de l'Atlantique en avion. Partie de Terre-Neuve le 17 juin 1928 avec deux copilotes, elle se pose à Burry Port le 18 juin, devenant ainsi la première femme à avoir traversé l'Atlantique en avion.

## Transports
La ville est desservie par la route A484, qui la relie à Llanelli et Swansea ainsi qu'à Carmarthen.
La gare de Burry Port est desservie très régulièrement par les trains de la compagnie Arriva Trains Wales et occasionnellement par ceux de la compagnie First Great Western. La ville dispose ainsi de trains directs pour l'Ouest (Carmarthen, Milford Haven, Fishguard Harbour et Pembroke Dock, ces deux dernières villes étant des ports de départ de ferrys pour l'Irlande), le Sud (Llanelli, Swansea, Cardiff, Newport) et l'Est du Pays de Galles (via la ligne pour Manchester) mais aussi pour Londres, deux fois par jour.
L'aéroport le plus proche est l'aéroport international de Cardiff, accessible par route et par train.
Burry Port est traversée la piste cyclable NCR 4 (aussi appelée Celtic Trail) appartenant au National Cycle Network.

### Transports en commun
Comme les autres villes de l'aire urbaine de Llanelli, Burry Port est desservie par le réseau de bus géré par la compagnie First. Trois lignes de bus transitent par Burry Port, lui permettant d'être reliée directement à Llanelli, Swansea, Carmarthen et Kidwelly.

## Tourisme et loisirs
Burry Port abrite plusieurs installations destinées au loisirs et au tourisme. Parmi celles-ci, on peut citer :
- le Millennium Coastal Path, espace de promenade s'étirant de Bynea à Pembrey, offrant des vues sur l'estuaire de la Loughor et la péninsule de Gower. Long de 21 km, il fait partie du Wales Coast Path et de la piste cyclable NCR 4.
- le Pembrey Country Park, situé dans la ville de Pembrey, aux marges de Burry Port. Il est composé d'une forêt, d'un camping, d'une plage de 13 km et de différentes installations récréatives telles qu'une piste de ski, un circuit pour VTT et un parcours d'aventures.
- la marina, qui accueille des bateaux de plaisance dans l'ancien port de commerce.